# 1727 au Canada
Pour un article plus général, voir Chronologie du Canada.
Cet article traite des événements qui se sont produits durant l'année 1727 au Canada.

## Événements

### Nouvelle-France
- 17-21 septembre : construction du Fort Beauharnois, sur les bords du lac Pépin dans le cours supérieur du fleuve Mississippi dans le Minnesota actuel par René Boucher de la Perrière[1]. À cause des tensions avec la tribu des Renards, ce fort est temporairement abandonné en octobre de la même année. La garnison est capturée par les Mascoutins et les Kickapous, qui la libèrent au printemps suivant.

- Les Renards, apprenant un projet d’expédition du gouverneur Beauharnois, forment des alliances avec d'autres nations amérindiennes dont les Winnebagos, Sioux, Mascoutins et Kickapous contre les Français[2].
- Fin de la construction de l'église de la Purification-de-la-Bienheureuse-Vierge-Marie à Repentigny. Elle est la plus ancienne église existante au Québec.

### Possessions anglaises
- Construction par les Anglais du Fort Oswego (Chouaguen) sur la rive sud du lac Ontario[3]. Les Anglais sont maintenant en mesure de faire concurrence aux Français dans la traite des fourrures dans la région des Grands Lacs.

## Naissances
- 2 janvier : James Wolfe, général britannique († 13 septembre 1759).
- 7 février : Charles Deschamps de Boishébert, officier militaire († 9 janvier 1797).
- 23 mars : Philippe-François de Rastel de Rocheblave, militaire et politicien († 3 avril 1802).
- 2 août : François Chenard de la Giraudais, officier de la marine impliqué dans la Bataille de la Ristigouche († 27 février 1776).
- Pierre Cassiet, prêtre à l'Île Saint-Jean († 1809).

## Décès
- 10 novembre : Alphonse de Tonti, commandant du Fort Détroit (° 1659).
- 26 décembre : Jean-Baptiste de La Croix de Chevrières de Saint-Vallier, évêque de Québec (° 14 novembre 1653).